# ハマー・H・バッジ
ハマー・ハロルド・バッジ（英語：Hamer Harold Budge、1910年11月21日 – 2003年7月22日）はアメリカ合衆国の弁護士、政治家。所属政党は共和党。アメリカ下院議員（アイダホ州選出）や米国証券取引委員会の第16代議長を務めた。

## 経歴・人物
1910年11月21日、ハマー・ハロルド・バッジはアイダホ州ポカテッロで8人兄弟の末っ子として生まれた。父のアルフレッド・バッジは、1914年11月にアイダホ州最高裁判所の判事に任命され、一家はポカテッロからボイシに移った。バッジはボイシの公立学校を卒業後、コールドウェルのアイダホ大学に入学した。その後、カリフォルニア州パロアルトのスタンフォード大学に編入・卒業した後、モスコーのアイダホ大学ロースクールに入学した。大学卒業後は弁護士事務所を開業。アイダホ州下院議員（1939年-1941年）を務めた後、第二次世界大戦の勃発を受けて、1942年から3年間アメリカ海軍に従軍し、少佐を務めた。

### アメリカ下院議員
1950年、共和党現職のジョン・サンボーン下院議員が上院議員選挙への出馬を表明した。1950年の下院議員選挙でバッジは、民主党の州上院議員ジェームズ・ホーリーを破り、当選を果たした。バッジは5期10年にわたって下院議員を務め、1960年に6期目を目指したが、民主党のラルフ・ハーディングに敗れた。
投票記録は保守的と評されており、1957年と1960年の公民権法に反対票を投じた。

### 証券取引委員会
バッジは下院議員引退後、アイダホ州第3司法地区の判事になった。1964年、リンドン・B・ジョンソン大統領により米国証券取引委員会（SEC）の委員に任命され、1969年から1971年に辞任するまで、ニクソン政権下でSECの委員長を務めた。
その後、ミネアポリスの投資信託グループの社長を務め、1978年に引退した。